# 基爾薩奇 (密歇根州)
基爾薩奇（英語：Kearsarge）是位於美國密歇根州霍頓縣卡柳梅特特設鎮區的一個非建制地區。

## 地理
基爾薩奇所處的海拔為高於海平面342米（即1122英呎），而該地所採用的時區為UTC-5，即北美东部時區（EST）。同時該地設有夏令時間，為UTC-5調快一小時，即UTC-4（EDT）。